# 三部法書
三部法書（さんぶほうしょ、洪:Tripartitum）は、16世紀のハンガリー王国の貴族ヴェルベーツィ・イシュトバーンが編纂した法書。三部法典（さんぶほうてん）とも呼ばれている。

## 概要
1514年、当時の国王ウラースロー2世は中小貴族の指導者的立場にあったヴェルベーツィ・イシュトバーンに国内の法制や法慣習をまとめた法典編纂を命じた。当時、国内では農民の反乱、国外ではオスマン帝国の侵攻に悩まされており、法体系の統一と体制の強化を目的としていた。同年、ヴェルベーツィによって作成された草案は国会を通ったものの、国王の承認を得られなかったうえ、その後国王自身が没してしまう。そこで、ヴェルベーツィは1517年にウィーンにて私撰の法書として刊行した。
彼は伝統的なハンガリーの貴族を中心とした統治体制を擁護することを主眼に置き、聖イシュトヴァーンの王冠を精神的な象徴としてヴェルベーツィらと対立関係にあった大貴族層を含めた貴族階層全体の一体化を図る一方で、農民の土地への緊縛と土地所有を否定して農奴制の永続化に置くことを図った。更にローマ法などのハンガリーへの流入を阻止して貴族共和制を支えるハンガリー固有の法体系を擁護することを目指した。
彼の法書は公式な法典ではなかったが、ハンガリーの支配層からは受け入れられ、1628年に編纂されたハンガリー法大全では法源として認められ、一部の規則はハプスブルク帝国統治下を経て1848年革命まで有効とされていた。